# Reprezentacja Rumunii w piłce siatkowej mężczyzn
Reprezentacja Rumunii w piłce siatkowej mężczyzn – narodowa reprezentacja w piłce siatkowej Rumunii, reprezentująca ją na arenie międzynarodowej. Podlega Rumuńskiej Federacji Siatkarskiej (Federatia romana de volei). Obecnie zajmuje 39. miejsce w rankingu FIVB.
W 2023 roku dokonali sensacji podczas Mistrzostw Europy wygrywając mecz z mistrzami olimpijskimi z Tokio Francją przy stanie 3:1.

## Trenerzy
| Lata      | Trener            |
| --------- | ----------------- |
| 2008-2012 | Stelian Moculescu |
| 2012-2013 | Dan Gavril        |
| 2014-2021 | Dănuț Pascu       |
| 2021-     | Sergiu Stancu     |

## Szeroki skład reprezentacji Rumunii naMistrzostwa Świata 2025[6]
| Nr | Imię i nazwisko        | Rok urodzenia | Wzrost | Pozycja      | Klub (Sezon 2024/2025)          |
| -- | ---------------------- | ------------- | ------ | ------------ | ------------------------------- |
| 1  | Bela Bartha            | 2000          | 201 cm | środkowy     | Itas Trentino                   |
| 2  | Mircea Peța            | 1994          | 190 cm | przyjmujący  | Dinamo Bukareszt                |
| 3  | Filip Constantin       | 1997          | 190 cm | rozgrywający | CS Arcada Galați                |
| 4  | Sergio Diaconescu      | 1996          | 190 cm | libero       | Dinamo Bukareszt                |
| 6  | Claudiu Dumitru        | 1995          | 191 cm | rozgrywający | CSA Steaua Bukareszt            |
| 7  | Rareș Bălean           | 1997          | 197 cm | atakujący    | CSA Steaua Bukareszt            |
| 9  | Adrian Aciobăniței     | 1997          | 194 cm | przyjmujący  | Brand Group Alanya Belediyespor |
| 10 | Tudor Magdaș           | 1998          | 199 cm | środkowy     | CSM Corona Brașov               |
| 11 | Carol-Gabriel Kosinski | 2003          | 177 cm | libero       | CS Arcada Galați                |
| 12 | Marian Bala            | 1990          | 190 cm | przyjmujący  | CS Arcada Galați                |
| 13 | Alexandru Rata         | 2000          | 193 cm | atakujący    | CS Arcada Galați                |
| 14 | Sebastian Bratu        | 2000          | 191 cm | rozgrywający | SCM Zalău                       |
| 15 | Andrei Butnaru         | 1998          | 208 cm | środkowy     | CS Arcada Galați                |
| 16 | David Dinculescu       | 2004          | 195 cm | przyjmujący  | PGE GiEK Skra Bełchatów         |
| 17 | Vlad Kantor            | 1995          | 178 cm | libero       | CSM Corona Brașov               |
| 19 | Codrin Mocanu          | 1993          | 202 cm | środkowy     | Rapid Bukareszt                 |
| 20 | Luca Martonos          | 2006          | 198 cm | przyjmujący  | Unirea Dej                      |
| 22 | Stefan Lupu            | 1994          | 196 cm | środkowy     | CSM Corona Brașov               |
| 23 | Andrei Bălăi           | 2004          | 201 cm | środkowy     | Știința Explorări Baia Mare     |
| 28 | Alexandru Ionescu      | 1998          | 204 cm | atakujący    | CS Arcada Galați                |
| 99 | Daniel Chițigoi        | 2005          | 204 cm | przyjmujący  | ZAKSA Kędzierzyn-Koźle          |

## Rozgrywki międzynarodowe
Igrzyska Olimpijskie:
- 1980 –  3. miejsce

Mistrzostwa świata:
- 1949 – 5. miejsce
- 1952 – 4. miejsce
- 1956 –  2. miejsce
- 1960 –  3. miejsce
- 1962 –  3. miejsce
- 1966 –  2. miejsce
- 1970 – 7. miejsce
- 1974 – 6. miejsce
- 1978 – 13. miejsce
- 1982 – 15. miejsce
- 2025 –

Mistrzostwa Europy:
- 1950 – 5. miejsce
- 1951 – 4. miejsce
- 1955 –  2. miejsce
- 1958 –  2. miejsce
- 1963 –  1. miejsce
- 1967 – 5. miejsce
- 1971 –  3. miejsce
- 1975 – 4. miejsce
- 1977 –  3. miejsce
- 1979 – 7. miejsce
- 1981 – 5. miejsce
- 1983 – 8. miejsce
- 1985 – 7. miejsce
- 1987 – 10. miejsce
- 1989 – 12. miejsce
- 1995 – 12. miejsce
- 2019 – 21. miejsce
- 2023 – 7. miejsce

Liga Europejska:
- 2007 – 9. miejsce
- 2009 – 10. miejsce
- 2010 – 4. miejsce
- 2011 – 4. miejsce
- 2012 – 9. miejsce
- 2014 – 5. miejsce
- 2015 – 11. miejsce

Złota
- 2019 –  1. miejsce
- 2021 – 8. miejsce
- 2023 – 9. miejsce[7]
- 2024 – 9. miejsce[8]
- 2025 – 5. miejsce[9]

Srebrna
- 2022 –  1. miejsce[10]